# Chremonideischer Krieg
Der Chremonideische Krieg war eine Erhebung Athens und anderer Poleis gegen die makedonisch-antigonidische Hegemonie in Griechenland und zugleich ein Konflikt zwischen den Königen Ptolemaios II. von Ägypten und Antigonos II. Gonatas von Makedonien. Er dauerte von 267 bis 261 v. Chr., ist nach dem führenden athenischen Politiker dieser Zeit, Chremonides, benannt, und endete schließlich mit einer Niederlage der Athener, die mit den Ptolemäern verbündet waren.

## Hintergrund
Im Verlauf der Diadochenkriege bildeten sich nach dem Tod Alexanders des Großen das ptolemäische Ägypten, das Seleukidenreich und das antigonidische Makedonien als die dominierenden und meist untereinander verfeindeten Nachfolgestaaten seines Reiches heraus. Die Griechen waren in diesen Auseinandersetzungen zwar eher Nebendarsteller, denn gegen die hellenistischen Großreiche konnten sich die vergleichsweise kleinen Stadtstaaten, allen voran Athen und Sparta, militärisch kaum behaupten. Dennoch rivalisierten die Großmächte um die Kontrolle von Hellas. Das Streben der Poleis nach Autonomie war daher ein willkommener Vorwand der beteiligten Großmächte, um sich als Befreier der Griechen von den jeweiligen Gegnern geben zu können, auch wenn man in Wahrheit seinen eigenen Einfluss auszudehnen strebte.

## Verlauf
Vormacht Griechenlands war seit 338 v. Chr. Makedonien, das sich die Hegemonie zum einen durch starke Garnisonen (vor allem in Chalkis und Korinth), zum anderen durch die Einsetzung promakedonischer Oligarchien in vielen Städten sicherte. Zu Beginn des Chremonideischen Krieges war Antigonos II. Gonatas makedonischer König. Sein wichtigster Rivale war König Ptolemaios II., der bereits zahlreiche Poleis kontrollierte und alles daran setzte, in der Ägäis weiter Fuß zu fassen; folglich unterstützte er die antimakedonische Partei in Athen, die von dem Stoiker Chremonides angeführt wurde. Im Grunde handelte es sich also um einen Konflikt zwischen Antigonos Gonatas und Ptolemaios II. um die Kontrolle von Hellas, wobei letzterer, wie es bereits seit den Diadochen üblich war, behauptete, den Griechen Freiheit und Demokratie schenken zu wollen. Dieser Konflikt verband sich mit innergriechischen Auseinandersetzungen.
Im Jahr 267 v. Chr. entschloss man sich in Athen zum Krieg, Sparta und weitere Städte schlossen sich an. Das Jahr 266 v. Chr. verlief ohne entscheidende Wendungen. Neben dem griechischen Festland war vor allem die südliche ionische Küste Kriegsschauplatz, wo Ptolemaios, ein Sohn des ägyptischen Königs, als Feldherr agierte. Zudem gewann Ägypten vor der attischen Küste einen wichtigen Stützpunkt für seine Flotte. 265 v. Chr. gelang Antigonos dann bei Korinth aber ein erster wichtiger Erfolg gegen die mit Ptolemaios II. verbündeten Griechen, wobei der spartanische König Areus I. im Kampf fiel. Damit geriet auch Athen in Bedrängnis: Bisher durch Getreidelieferungen aus Ägypten am Leben erhalten, verschlechterte sich die Lage der Stadt, weil Antigonos nun Athen belagern konnte. Eine ptolemäische Entsatzflotte schlug er vor der Insel Kos zurück. Nun gab Ptolemaios II. den Kampf verloren und überließ seine griechischen Verbündeten sich selbst. Im Jahr 261 v. Chr. musste das hungernde Athen daher schließlich kapitulieren. Die Stadt, kulturell noch immer bedeutendes Zentrum und größte Stadt Griechenlands, verlor damit weiter an politischer Bedeutung und musste eine antigonidische Garnison in der Stadt dulden.
Die Ptolemäer sollten Jahre später noch einmal indirekt versuchen, Griechenland unter ihre Kontrolle zu bringen, indem sie Kleomenes III. von Sparta gegen Antigonos III. Doson unterstützten. Auch dieser Versuch scheiterte.